# ル・ブレ
『ル・ブレ』 (Le Boulet) は、2002年のフランス＝イギリス映画。大金をめぐってパリからサハラ砂漠へと追いかけるカーアクション・コメディ映画。原題はフランス語で「弾丸」の意。

## ストーリー
暗黒街のボス、モルテスは服役中。毎週、看守のレジオに頼んで宝くじを買っている。ある日、宝くじが当選したが、看守レジオは宝くじをなくしてしまったことに気付く。一方モルテスは、看守レジオの姿が見当たらないことに気付き、当選金1500万ユーロ（約17億円）を持ち逃げされたと思いこむ。二人は当たりくじを追って、レジオの妻ポーリーヌのいるアフリカへ向かうが、そこではパリ～ダカール・ラリーが開催中だった……

## キャスト
- モルテス - ジェラール・ランヴァン

暗黒街のボスであり、物語の主人公。会談中におとり捜査官（仲間であるトルコの弟）を射殺したところを待機していた警官らに取り囲まれ逮捕される。
冷酷な人物だったようだが、7年間刑務所で服役し、性格がやや丸くなったようで、看守長のフランシス・レジオと友好関係を築いていた。
普段は慎重で落ち着いた物腰だが内には容赦のなさを秘めており、激昂すると口調が激しくなる。
今では仲間想いの節があり、レジオとはいがみ合いながらもしだいに相棒と認識する。宝くじの賞金で静かな余生を送るつもりでいる。
- フランシス・レジオ - ブノワ・ポールヴールド

モルテスが服役する刑務所の看守長。モルテスとは最初こそ大きな態度をとって接していたが、7年後、すっかり友人同士になっている。
妻であるポーリーヌとは倦怠期を迎えており、そのことを愛しているがゆえに真剣に悩んでいる。
常に落着きがなく、口うるさい上に要領も悪いため、モルテスとはたびたび衝突するものの、気前がいい人柄のため割とすぐに仲直りする。
相当なデリケートで間接キスを嫌がり、プールの殺菌システムも気にする。
夢は最高級キャンピングカーを購入し、ポーリーヌとともにロワール河の城巡りをすること。
- トルコ - ホセ・ガルシア (俳優)（スペイン語版、フランス語版）

かつてのモルテスの仲間。おとり捜査官として潜入捜査をしていた弟をモルテスに射殺されたことで彼を激しく憎むようになり、
出所後は真っ先に復讐を目論んでいた。劇中では子分のメグとともにモルテスを追跡しアフリカへ向かうことになる。
短気かつ血気盛んで口が悪い。悪漢らしくまったくの礼儀知らずで野蛮人とも言われる。
しばしば名前を「クルド」と間違えられ、本人も良く思っていない。
- ポーリーヌ・レジオ - ロッシ・デ・パルマ

フランシスの妻で医療関係の職に就く長身とでかっ鼻が特長。勇猛果敢で運動神経も良い。
- ユッスール警部 - ジャイモン・フンスー

モルテスを追い続けるやたら執念深い警官。
- メグ - ゲイリー・ティップレディ

トルコの子分である巨漢。
- コワルスキー - ジェラール・ダルモン

モルテスの右腕的存在。年長者で様々な面からモルテスをサポートする。
- サダム - ジャン・ベンギーギ（フランス語版）

アフリカ・トゥバの町で小売店を営む男。盗品売買なども行っている様子。狡猾で貪欲だが背が低い。
- マリ人の看守（ノンクレジット） - ジャメル・ドゥブーズ

## 日本語吹替
| 役名           | 俳優                     | 日本語吹替                                                                                  |
| -------------- | ------------------------ | ------------------------------------------------------------------------------------------- |
| モルテス       | ジェラール・ランヴァン   | 大塚明夫                                                                                    |
| レジオ         | ブノワ・ポールヴールド   | 堀内賢雄                                                                                    |
| トルコ         | ホセ・ガルシア (俳優)    | 宝亀克寿                                                                                    |
| ポーリーヌ     | ロッシ・デ・パルマ       | 小宮和枝                                                                                    |
| サダム         | ジャン・ベンギーギ       | 大塚周夫                                                                                    |
| ユッスール警部 | ジャイモン・フンスー     | 高瀬右光                                                                                    |
| メグ           | ゲイリー・ティップレディ | 柳沢栄治                                                                                    |
| コワルスキー   | ジェラール・ダルモン     | 仲野裕                                                                                      |
| その他         |                          | 田原アルノ 安井邦彦 小上裕通 花輪英司 堀尾雅彦 麻丘夏未 奈良徹 斉藤瑞樹 小林美奈 紗川じゅん |
|                |                          |                                                                                             |
| 演出           |                          | 春日一伸                                                                                    |
| 翻訳           |                          | 高部義之                                                                                    |
| 調整・録音     |                          | 安齋歩                                                                                      |
| プロデューサー |                          | 安藤功史                                                                                    |
| 制作           |                          | プロセンスタジオ                                                                            |

## スタッフ
- 監督 - アラン・ベルベリアン、フレデリック・フォレスティア（アクション・シーン担当）
- 脚本 - トマ・ラングマン、マット・アレクサンダー、マニュエル・デリエ、ドミニク・メツェレット
- 撮影 - ジャン＝ピエール・ソーヴェール、マヌエル・テラン、ヴィンセント・マティアス、クリストフ・パトュランジ
- 編集 - フィリップ・ブーゲイユ
- 音楽 - ジャン＝ルイ・ヴィエール
- 美術 - カルロス・コンティ、ロラン・オット
- 衣裳デザイン - シャトゥーヌ、シルヴィ・オン

## 公開・興行成績
フランスでは2002年4月10日に824館で公開され、週間興行成績で初登場から2週連続で1位になり、トップ10内には6週間いた。フランス国内でのオープニング成績は当時歴代8位。
日本では2002年6月22日に第10回フランス映画祭横浜2002にて上映された。その後、2002年8月31日に旧・日比谷みゆき座系列で公開された。
また、日本公開に先立ち、モンキー・パンチや南部虎弾（電撃ネットワーク）がデザインを担当した「ル・ブレ」インスパイアTシャツが作られた。